# Duarte Fernandes (Leichtathlet)
Duarte Fernandes (* 19. Februar 2002 in Pontével) ist ein portugiesischer Leichtathlet, der im Sprint und Hürdenlauf an den Start geht und sich auf die 400-Meter-Distanz spezialisiert hat. Er ist Student an der Hochschule Instituto Politécnico in Santarém (IP Santarém), startet für den Verein Sporting Lissabon und wird dort von Mário Silva trainiert, selbst einst erfolgreicher portugiesischer Leichtathlet.

## Sportliche Laufbahn
Duarte Fernandes begann mit der Leichtathletik in seinem Heimatverein CP Pontevél, wo sich sein Talent für Sprints herausbildete. 2020 wechselte er zu Sporting Lissabon.
Erste internationale Erfahrungen sammelte Duarte Fernandes im Jahr 2024, als er bei den U23-Mittelmeer-Meisterschaften in Ismailia in 52,01 s den fünften Platz im 400-Meter-Hürdenlauf belegte. Im Jahr darauf gelangte er bei den World University Games in Bochum mit 50,77 s auf den siebten Platz.
In den Jahren 2024 und 2025 wurde Fernandes portugiesischer Hallenmeister in der 4-mal-400-Meter-Staffel.

## Persönliche Bestleistungen
- 400 Meter: 47,42 s, 20. Juni 2025 in Cáceres
  - 400 Meter (Halle): 47,82 s, 11. März 2023 in Pombal
- 400 m Hürden: 49,51 s, 22. Juli 2025 in Bochum